# Brassert (Marl)
Brassert ist ein Stadtteil der Stadt Marl im Kreis Recklinghausen, Nordrhein-Westfalen. Er gründet sich auf eine Kolonie der Zeche Brassert und war zum Zeitpunkt der Stadtwerdung (1936) westliches Zentrum der Stadt.

## Lage

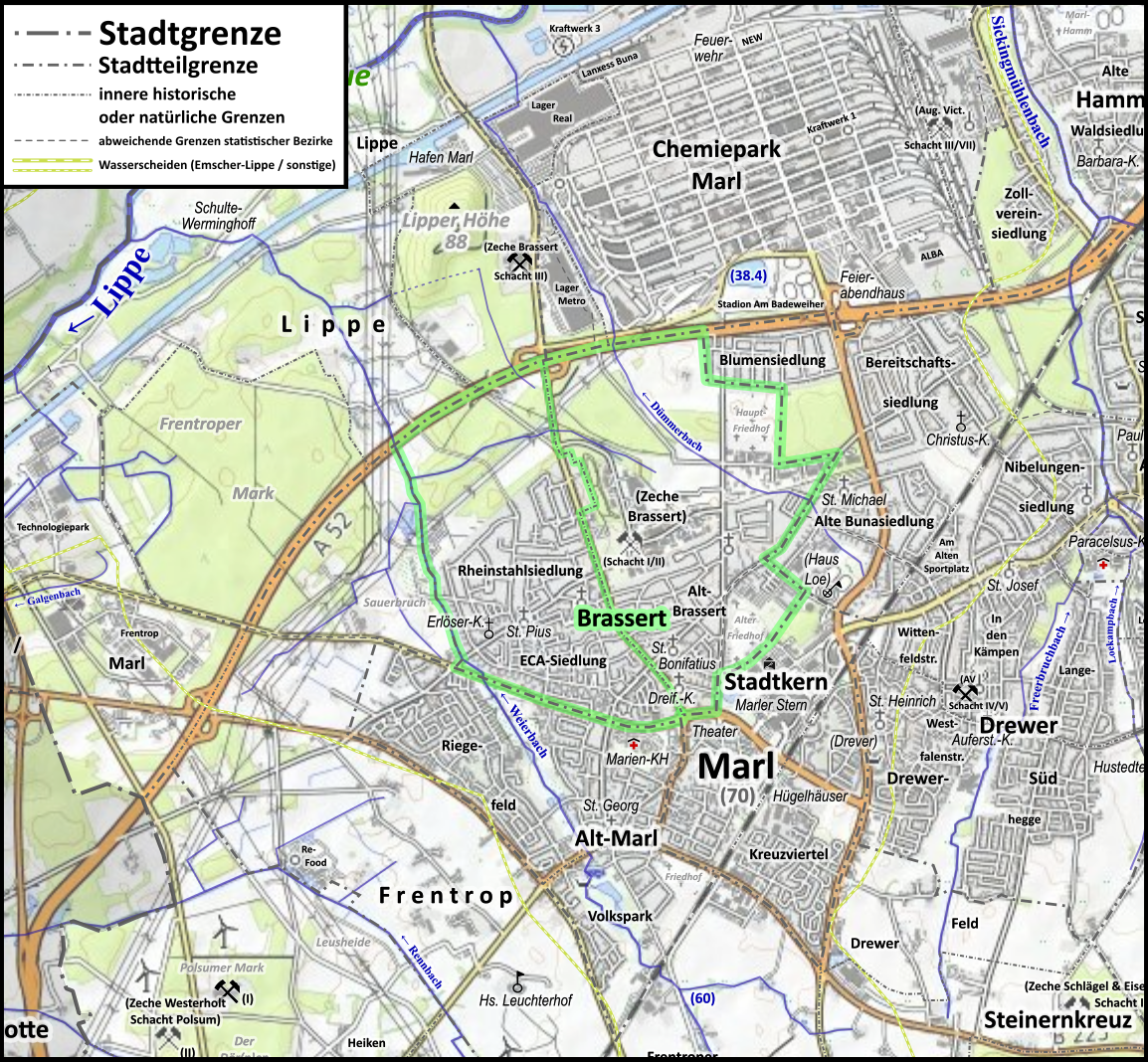
Karte des Stadtteils

Der als „Brassert“ zusammengefasste statistische Über-Bezirk (Nr. 13) weicht vom alten Stadtteil Brassert ab. Insbesondere hat der mehr als die Hälfte der Fläche einnehmende statistische Bezirk „Brassert-Schlenkesiedlung / Arenbergischer Forst“ (134), der durch die A 52 abgetrennt wird, historisch nichts mit Brassert zu tun – wenn man davon absieht, dass hier, unmittelbar westlich an den Chemiepark grenzend, Schacht 3 der Zeche (heute die Halde Lipper Höhe) und die inzwischen abgerissene kleine Schlenkesiedlung standen; er beinhaltet vielmehr das Gebiet der sich bis zum vestischen Grenzfluss Lippe ziehenden Bauerschaft Lippe, die durchgehend bewaldete Frentroper Mark, die sich auf Lippe und Frentrop aufteilte, sowie den Norden des Marler Anteils am Industriepark Dorsten / Marl, der zu Frentrop gehört. Zu Frentrop gehört auch das bauerschaftliche und praktisch unbewohnte Dreieck des Sauerbruchs im Westen des stat. Bezirks „Brassert-Rheinstahlsiedlung“ (132), das durch den (Alt-Marler) Weierbach abgetrennt wird. 
Der unmittelbar an den Stadtkern angrenzende und zum statistischen Bezirk Stadtkern-Mitte gerechnete Alte Friedhof ist der Alte Friedhof Brassert, und auch der Hauptfriedhof deutlich nördlich davon, statistisch Drewer-Nord Blumensiedlung, liegt noch auf Brasserter Gebiet.
Nach historischen und natürlichen Grenzen stößt Brassert nach Süden an der Hervester Straße an Alt-Marl, nach Südosten am Eduard-Weitsch-Weg an den Stadtkern mit Rathaus und Marler Stern und nach Osten bis Nordosten an Hagenstraße, Kampstraße und rund um den Hauptfriedhof herum an den Nordwesten Drewers. Nach Norden bis Nordwesten bildet die A 52 die Grenze zur Chemiezone (Chemiepark Marl) und zu Lippe, nach Westen bildet der Weierbach die natürliche Grenze zu Frentrop.

## Teilsiedlungen
Der statistische Bezirk Alt-Brassert im Osten nimmt eine Fläche von 1,92 km² ein und hat 4095 Einwohner. Zum eigentlichen Alt-Brassert gehören zusätzlich der Alte Friedhof und das Gebiet nordöstlich davon (0,20 km², davon 0,08 km² Grimme-Institut, Marschall 66, Hallenbad und Berufsschule sowie knapp 0,06 km² Alter Friedhof) sowie aus Drewer-Nord der Hauptfriedhof und die Häuser Dümmerweg 201–211 (0,15 km²), wodurch sich die Fläche auf 2,27 km² vergrößert.
Die ECA-Siedlung im Süden hat eine Fläche von 0,61 km² und 3800 Einwohner, wodurch sie auf eine sehr hohe Siedlungsdichte von über 6000 Einwohnern pro Quadratkilometer kommt. Die Rheinstahlsiedlung im Westen kommt, zieht man den praktisch unbewohnten Frentroper Anteil (0,86 km²) ab, auf eine Fläche von 1,30 km² und 3092 Einwohner.

## Geschichte

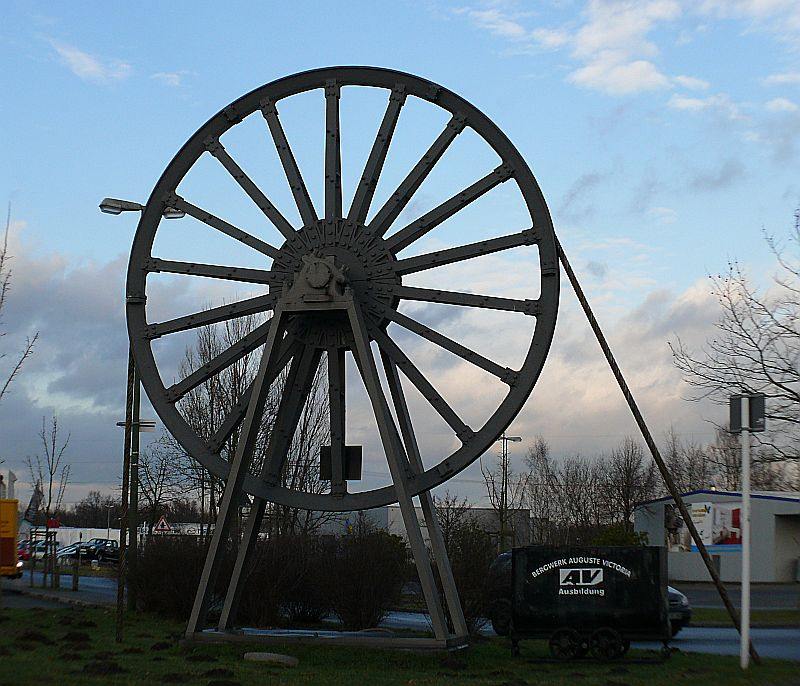
Förderrad der Zeche Brassert

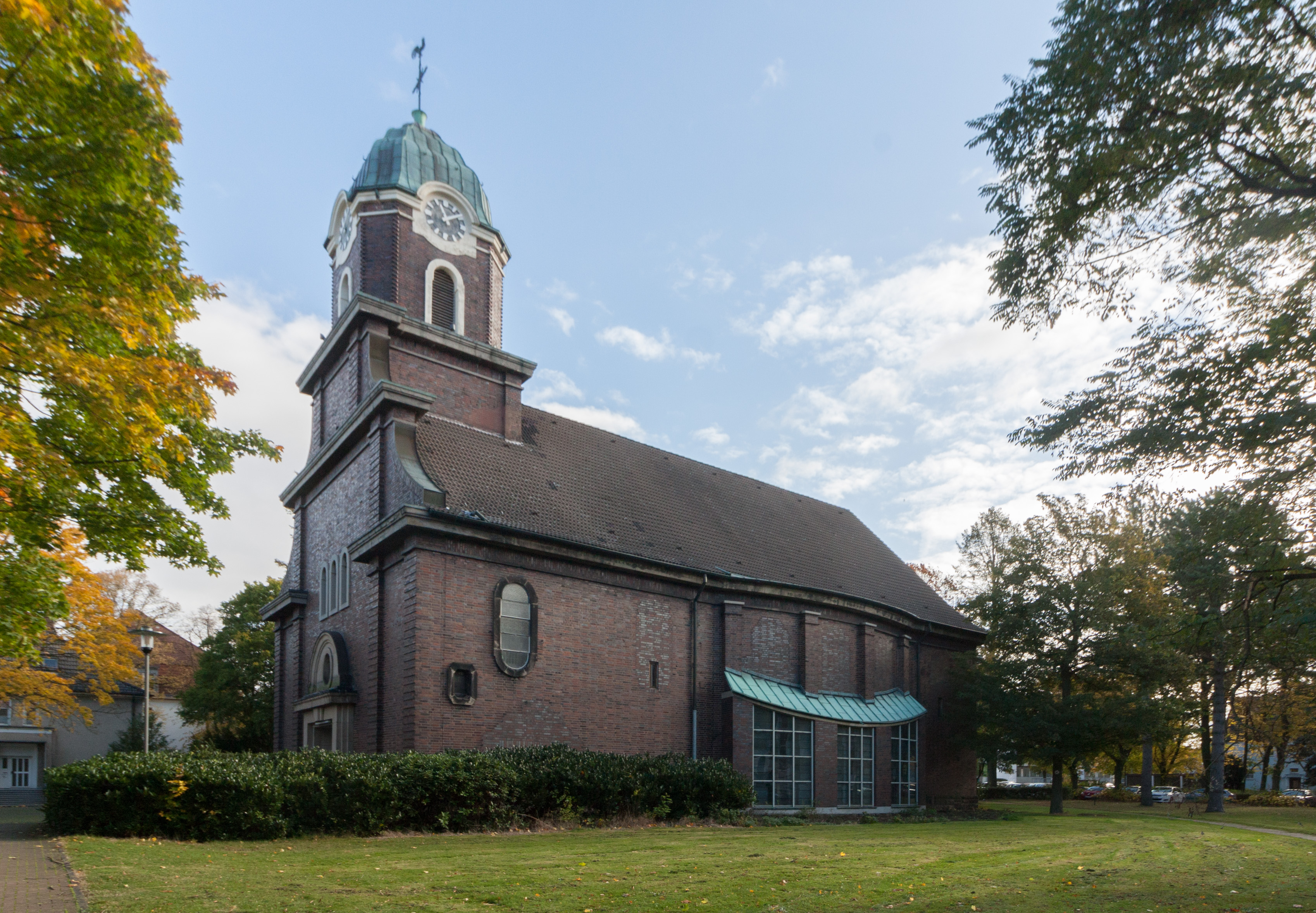
St. Bonifatius

Geprägt wurde der Stadtteil seit Anfang des 20. Jahrhunderts vor allem durch den Bergbau. Bis zum Jahr 1972 befand sich dort die Zeche Brassert, in deren direkter Nachbarschaft auch heute noch die Zechensiedlungen existieren. Das ehemalige Zechengelände wurde in einen Freizeitpark und ein Gewerbegebiet umgestaltet.
Zur Behebung der großen Wohnungsnot nach den Zerstörungen des Zweiten Weltkriegs und dem Zustrom von Flüchtlingen und Vertriebenen aus den deutschen Ostgebieten in den westlichen Teil Deutschlands wurden im Rahmen und mit Mitteln des Marshallplanes Anfang der 1950er Jahre in Brassert die sogenannte ECA-Siedlung gebaut.
Die Finanzierung lief zunächst über die 1948 eingerichtete US-amerikanische Economic Cooperation Administration (ECA) ab 1951 über die Mutual Security Agency (MSA). Als Vorgabe forderten die Planer, Kleinwohnungen zu einem Festpreis möglichst billig zu errichten; der soziale Wohnungsbau sollte gefördert werden. Im Jahr 1951 wurde vom Bundeswohnungsbauministerium ein ECA-Realisierungs-Wettbewerb für Architekten und Baufirmen ausgelobt. Die im Anschluss daran gebaute Siedlung trägt auch heute noch den Namen ECA-Siedlung.

## Sehenswürdigkeiten
- Die 1919 eingeweihte[4] Bonifatiuskirche (⊙) liegt im Südosten, unweit der Stadtmitte.
- Die 1956/57 von Otto Bartning entworfene evangelische Erlöserkirche steht mittlerweile unter Denkmalschutz. 2015 wurde sie entwidmet.[5]
- Margaretenplatz[6] und denkmalgeschützte Arbeitersiedlungsbauten der Zeche Brassert in der Reformarchitektur nach dem Ersten Weltkrieg

## Namensgeber
Namensgeber des Stadtteils (sowie der dortigen Zeche) war der preußische Jurist und Berghauptmann Hermann Brassert. Außerdem wurde die Brassertstraße, die zentrale Verkehrsader des Stadtteils, zu Ehren Brasserts benannt.

## Infrastruktur
- Kindergärten: Evang. Oberlin-Kindergarten, Kath. Kindergarten St. Pius, Kath. Kindergarten St. Bonifatius, Kindergarten Kleine Wolke
- Schulen: Grundschule Goetheschule, Grundschule August-Döhr-Schule, Grundschule Bonifatiusschule, Sonderschule Glück-auf-Schule, Jugendverkehrsschule[7]
- Yunus-Emre Moschee
- Einzelhandel: viele verschiedene Geschäfte des Einzelhandels haben sich im Bereich der Brassertstraße und Schillerstraße sowie rund um den Marktplatz angesiedelt. Ähnlich wie Drewer und Hüls bildet Brassert eines der Stadtteilzentren Marls

### Verkehr
Die VRR-Buslinien SB26, 200, 227 und 229 der Vestischen Straßenbahnen erschließen den Ortsteil.
| Linie | Verlauf | Takt (Mo–Fr)                                                                           |
| ----- | --- | -------------------------------------------------------------------------------------- |
| SB26  | Dorsten ZOB – Frühförderstelle – Hervest Gewerbegebiet Wenge West – Alt-Wulfen – Barkenberg – Brassert – Marl Mitte                                                                         | 30 min                                                                                 |
| 200   | Marl Mitte – Brassert – Metro Logistics | einzelne Fahrten                                                                       |
| 227   | Dorsten-Hervest Dorfstr. – Alt-Marl Riegestr. – Brassert – Marl Mitte – Drewer − Hüls – Marl-Hamm – Marl-Sickingmühle – Hamm-Bossendorf – Haltern am See Kärntner Platz – Haltern am See Bf | 60 min (Dorsten–Alt-Marl) 30 min (Alt-Marl–Sickingmühle) 60 min (Sickingmühle–Haltern) |
| TB229 | Taxibus: Marl Mitte – Prosperstr. – Alt-Brassert – Blumensiedlung | 60 min                                                                                 |

### Vereine
- Bürgerschützenverein Marl-Brassert 1955
- Siedlungsgemeinschaft Brassert
- Tennisverein TV-Glück-Auf-Brassert
- Pinscher-Schnauzer-Club Marl
- Pétanque-Freunde Marl-Lüdinghausen
- ECA-Siedlergemeinschaft Marl

## Galerie

Brassertstr. 89 (um 1920)
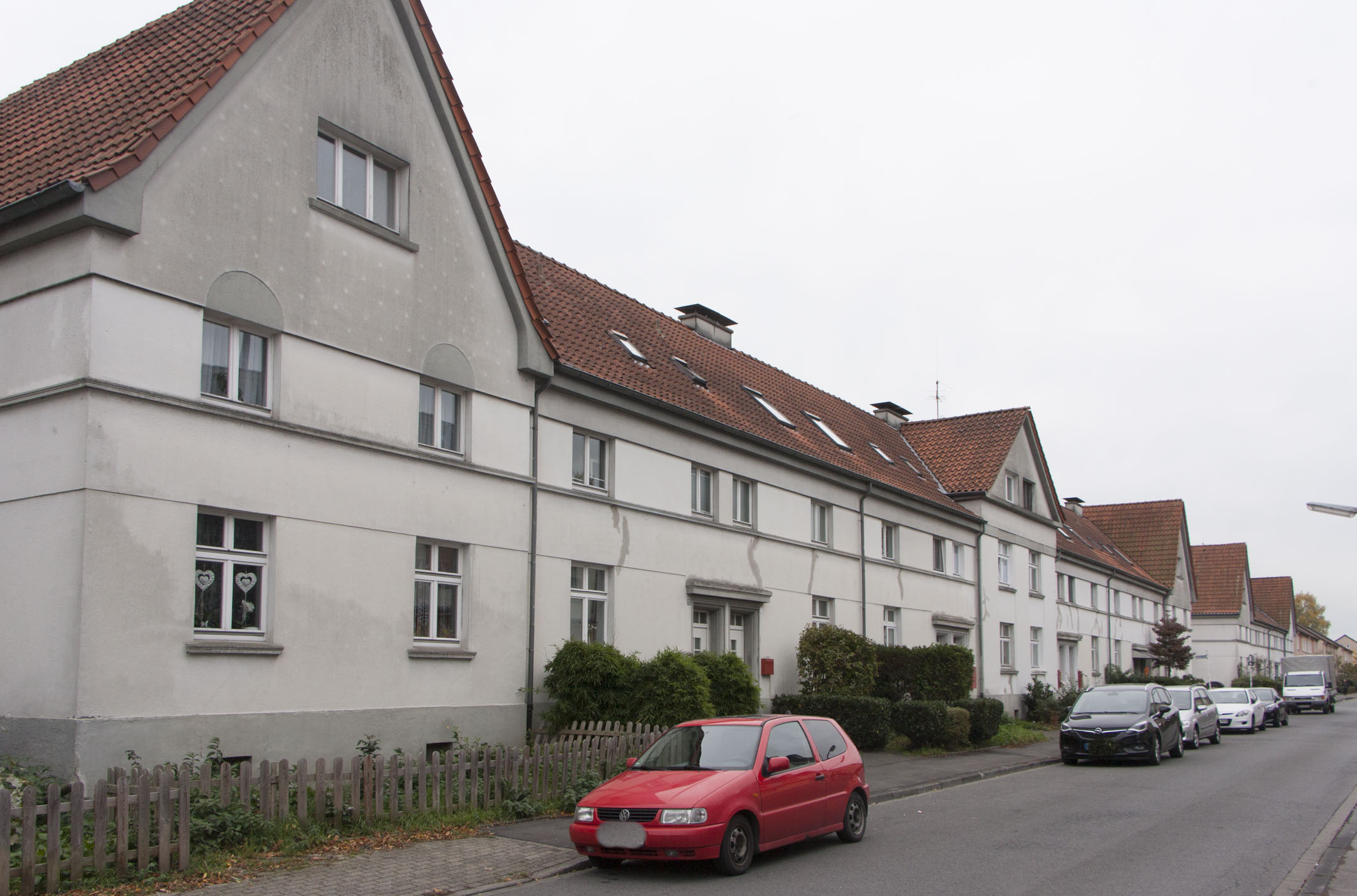
Plaggenbrauckstr. 46–72 (1910/14)
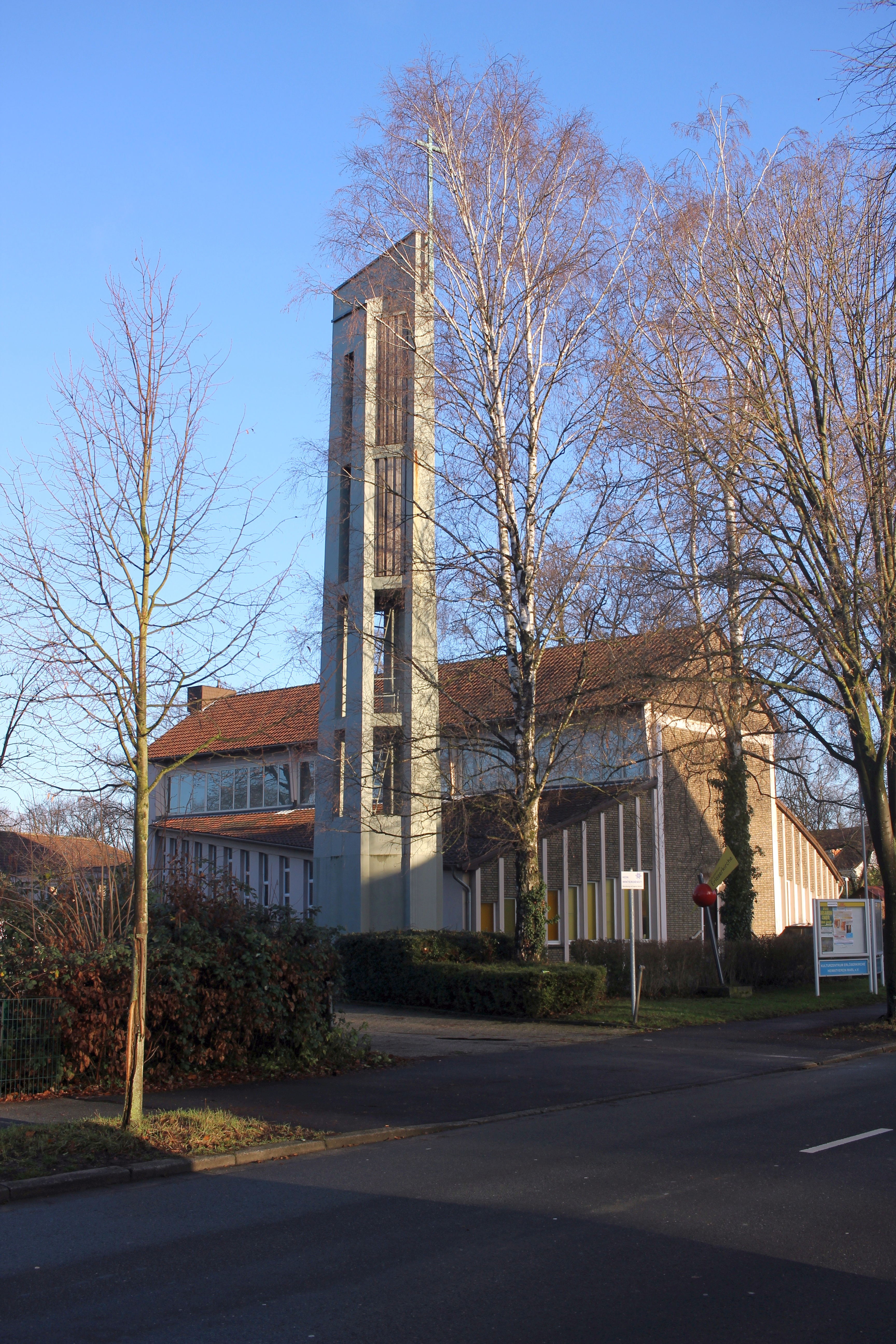
Erlöserkirche
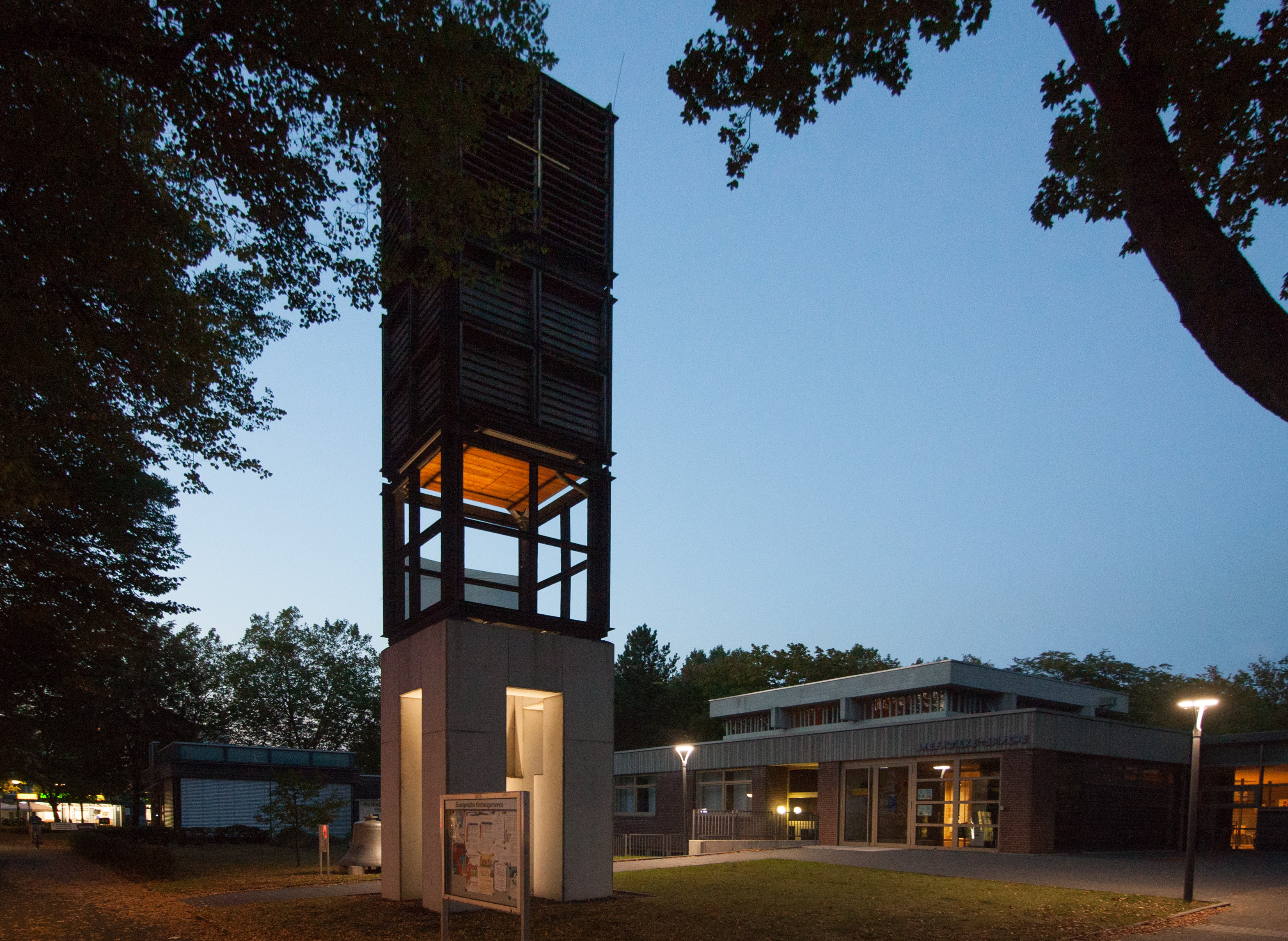
Dreifaltigkeitskirche
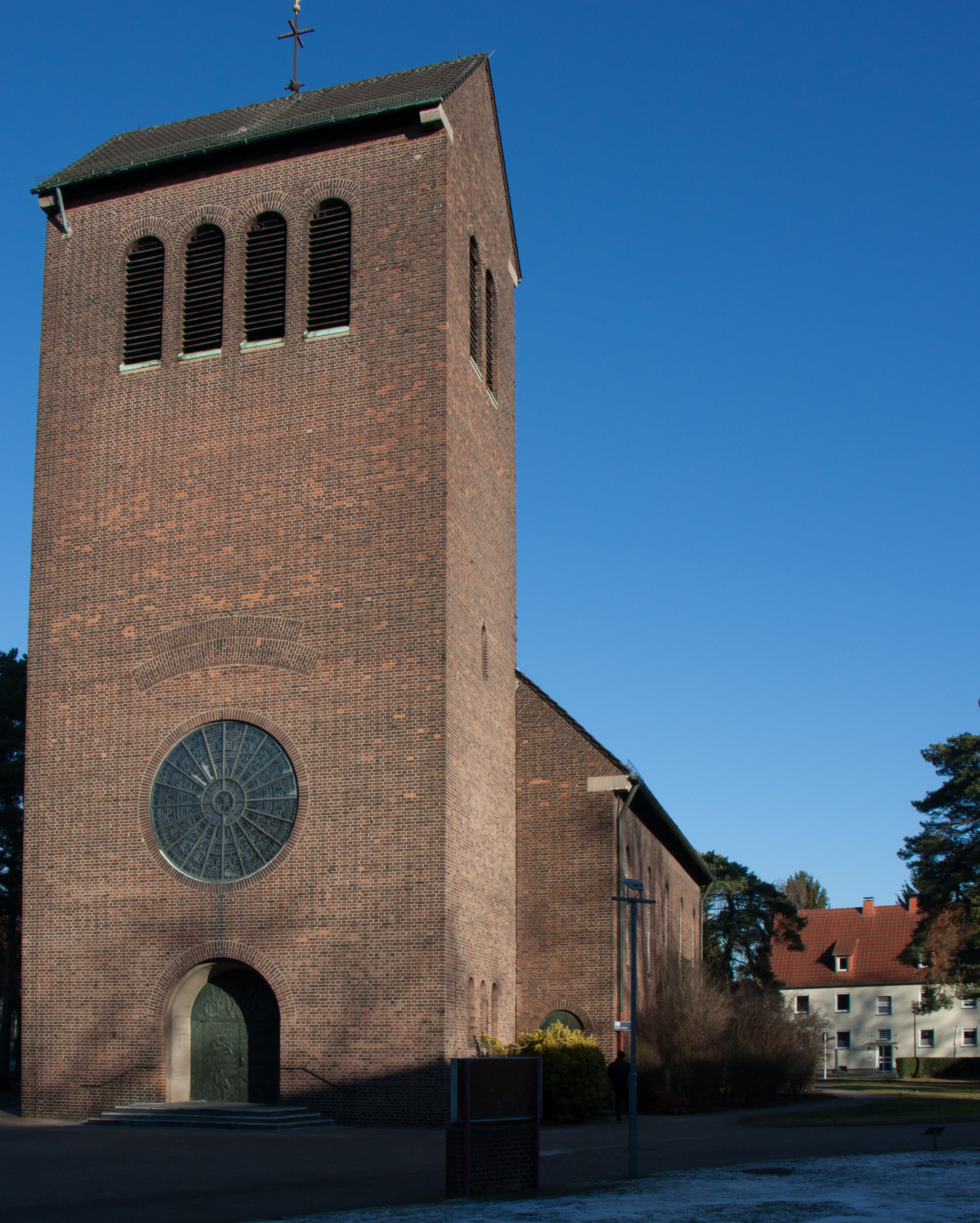
St. Michael